# Serviformica
Serviformica é um gênero de insetos, pertencente a família Formicidae.

## Espécies
- Serviformica fusca